# 打工魔法師
《打工魔法師》是小說家椎野美由貴跟插畫家原田たけひと於The Sneaker連載的輕小說系列。台灣中文版由台灣角川發行。《打工魔法師》曾獲得第六屆角川學園小說大賞，參賽時的名稱為《光之魔法師》。2006年開始在雜誌BeansA連載漫畫。

## 登場人物

### 光流脈矯正術者
- 一京介

本書中主角一雙胞胎中的哥哥，個性內向。對他人較不關心（其中一個因素是受到他的女友去世影響）。
魔法程度比妹妹高出許多，是縣立虹原高中一年六班的學生。
在書中經常受妹妹的指使，常常扮演收拾善後的角色。
- 一豐花

京介的妹妹，個性與哥哥迥然不同，活潑好動，隨時可以和他人打成一片。
魔法程度不如哥哥京介，又好逞強。每當事情搞砸時總是由京介收拾善後。
比較起來豐花比較有哥哥的架式。是縣立虹原高中一年三班的學生，也是虹原高中公認的第一美女。
- 一條尚

京介與豐花的父親，會向自己的子女索要金錢
- 珍妮佛

從美國而來的矯正術者

### 風紀委員會
- 長谷常彥

「熱血」會長
- 塩原友子

京介的同班同學，也是充滿「熱血」的風紀委員，每當長谷有新提案時，總是如大學士唯唯諾諾。是長谷的死忠支持者。
書中兩人經常出怪招，制定一些莫名其妙的規定。常遭到虹原高中學生的反對。
- 倉田君香

縣立虹原高中三年級的學生 是風紀委員會的副會長。

### 其他人物
- 福原憲也

縣立虹原高中三年級的學生。
一条兄妹的表哥，也是光流脈矯正術者。後因違紀遭到除名。
- 珍妮佛

美籍光流脈矯正術者。
- 砂島禮子

京介的女朋友，後來在車禍中身亡。使京介大受打擊。最終並沒有身亡,在xxx的成員
- 深廉寺華奈

- 村山優子

縣立虹原高中一年五班的學生，被稱做是一年級第二可愛的女生。
在小說一開頭就向京介告白，但遭到京介冷淡的拒絕。
- 夏目一郎

縣立虹原高中二年七班的學生。曾經寫過情書給倉田君香。

## 用語集

### 玲洗樹樹枝
一条兄妹召喚魔法時所使用的木棒。

## 書籍列表

### 日文版
長編
- 『バイトでウィザード 流れよ光、と魔女は言った』 ISBN 4044287015
- 『バイトでウィザード 滅びよ魂、と獅子はほえた』 ISBN 4044287023
- 『バイトでウィザード 蘇れ骸、と巫女は言った』 ISBN 4044287031
- 『バイトでウィザード 滅せよこの想い、と彼女は哭いた』 ISBN 4044287058
- 『バイトでウィザード 彷徨えわが現身、と亡者はうめいた』 ISBN 4044287066
- 『バイトでウィザード とどけよこの憎しみ、と少年は涙した』 ISBN 4044287082
- 『バイトでウィザード したがえわが宿命に、と少女は呟いた』 ISBN 4044287090
- 『バイトでウィザード 響けよわが祈り、と少女は笑った』 ISBN 4044287112
- 『バイトでウィザード 沈めよ恋心、と雨は舞い降りた』 ISBN 4044287120
- 『バイトでウィザード 唱えよ安らぎの歌、と星は輝いた』 ISBN 4044287139

短編
- 『バイトでウィザード 魔法使いで一攫千金!』 ISBN 404428704X
- 『バイトでウィザード 術者の目覚めはうさぎのダンス!?』 ISBN 4044287074
- 『バイトでウィザード 黄泉路へつらなる万国旗!』 ISBN 4044287104
- 『バイトでウィザード 双子の飼育も銀玉次第!』 ISBN 4044287147

### 中文版
| 1. 魔女說：綻放光芒吧 2. 獅子怒吼著：毀滅吧，靈魂 3. 巫女吶喊著：甦醒吧，屍骸 4. 成為魔法師一夕致富 5. 她哭喊著：毀滅吧，這份心願 6. 亡者低吟著：徬徨吧，我的軀殼 7. 術者覺醒要靠跳兔子舞!? 8. 少年落下淚：傳達這份憎恨吧 9. 少女低語著：這就是我的命運 10. 飄揚在黃泉路上的萬國旗！ | 2007年5月30日發行 2007年7月4日發行 2007年9月29日發行 2008年3月15日發行 2008年5月24日發行 2008年7月8日發行 2009年3月17日發行 2009年9月9日發行 2010年5月113日發行 2010年10月19日發行 | ISBN 9789861743417 ISBN 9789861743929 ISBN 9789861744797 ISBN 9789861746289 ISBN 9789861746975 ISBN 9789861747576 ISBN 9789861748672 ISBN 9789862372616 ISBN 9789862376539 ISBN 9789862378724 |

## 漫画
著者は佐伯淳一。
- ISBN 9784047138346
  - 打工魔法師 異端者嘆道：撼動吧，我的靈魂　ISBN 9789861749730
- ISBN 9784047139459
  - 打工魔法師 復仇者誓言：唱出悲嘆之歌吧　ISBN 9789862372807

## CD
- バイトでウィザード　2004年6月26日發行。